# Castillo de Locubín
Castillo de Locubín es una localidad y municipio español situado en la parte septentrional de la comarca de la Sierra Sur, en la provincia de Jaén. Limita con los municipios de Alcalá la Real, Alcaudete, Martos y Valdepeñas de Jaén. Por su término discurren los ríos San Juan, Ranera y Susana. Cuenta con una población de 3840 habitantes (INE 2024).
El municipio comprende los núcleos de población de Castillo de Locubín —capital municipal—, Ventas del Carrizal, Marroquín-Encina Hermosa, Los Chopos, La Salina, Las Cabreras, La Alfavila y Puerto-La Nava, así como el despoblado de El Cerrajón.

## Historia

### Origen
Los primeros testimonios de la presencia humana en este municipio se remontan al iv milenio antes de Cristo, en las cuevas del plato y la chatarra, habitada por pastores que fabricaron cerámicas decoradas con incisiones. De la Edad del Bronce o Cobre final es el poblado de la Campana cerca de la Venta del Charco.
En su término municipal se localiza el poblado de Cabeza Baja de Encina Hermosa, que se ha identificado con Ipolcobulcula. Fue un gran centro de población fortificado, fundado en un momento tardío de la cultura Ibérica y que alcanzó su desarrollo en la etapa alto imperial romana, en el siglo I de nuestra era. Otro asentamiento de época Ibérica y que se mantuvo en época romana es el de la Torre de la Gorgolla. A la etapa imperial corresponde de la villa romana del Cortijo del Baño, en Venta del Carrizal.

### Edad Media
Durante la etapa islámica fue conocido Hisn al-Uqbin, que unos traducen por Castillo de la Águilas y otros Castillo de las Cuevas. Durante las últimas décadas del siglo IX y las iniciales del X, estuvo envuelta en la revuelta muladí hasta que en el 918, el califa Abd Al-Rahman III aplastó la rebelión. Tras la ruptura de la unidad mantenida en el califato, Castillo de Locubin quedaría en manos de los ziríes de Granada posteriormente en el distrito catastral encabezado por Alcalá la Real. Por su posición fronteriza paso varias veces de manos musulmanas a castellanas.
En tiempos de las conquistas de Fernando III formó parte de los territorios de la Orden de Calatrava, constituyendo uno de los límites avanzados de la encomienda de Martos. En 1341, tras ocho meses de asedio, Alcalá la Real se rendía a Alfonso XI. Un poco antes lo hacía el Castillo de Locubín ante las mesnadas del infante don Enrique, mandadas por su mayordomo mayor, don Alfonso Pérez Coronel. De la preparación y conquista de estas fortalezas trata la excelente novela histórica, "El escudo nazarí" obra del escritor alcalaíno Emilio Sánchez. Cuatro años más tarde el rey firmaba en Burgos un privilegio por el que donaba el pueblo y castillo de la ciudad a Alcalá la Real, como merced a sus servicios.
Esta dependencia civil y religiosa de Castillo respecto a Alcalá la Real perduró hasta las primeras décadas del siglo XIX.

### Otras épocas y segregación
En 1600 los vecinos reclamaron por primera vez y sin éxito su segregación. En 1627 el rey Felipe IV vendía el lugar al Marqués de Trujillo, lo que significaba su segregación. Pero esta situación duro poco ya que en 1693 pasa de nuevo a la corona y en 1729 se solicitaba mediante pleito la separación, pero nuevamente ganaron los argumentos de Alcalá la Real. En 1810 la consiguió pero por muy poco tiempo, ya que en 1814 pasa a depender de nuevo de Alcala la Real. De nuevo se independizó en 1820 hasta 1823 y fue en 1835 cuando consiguió emanciparse definitivamente. Es en 1915 cuando el rey Alfonso XIII le otorga el título de Ciudad.
Durante todo este periodo la población fue creciendo y afianzándose: en 1627 contaba con una población de 400 vecinos, a principios del siglo XIX el número se elevaba a 1075 y a finales la misma centuria eran 6274 habitantes.

## Geografía

### Situación
Integrado en la comarca de la Sierra Sur de Jaén, se encuentra situado a 66 kilómetros de la capital provincial, a 68 de Granada y a 219 de Almería. El término municipal está atravesado por la carretera N-432, que conecta las ciudades de Granada y Badajoz.
| Noroeste: Alcaudete y Martos | Norte: Martos       | Nordeste: Martos y Valdepeñas de Jaén     |
| Oeste: Alcaudete             |                     | Este: Valdepeñas de Jaén y Alcalá la Real |
| Suroeste: Alcalá la Real     | Sur: Alcalá la Real | Sureste: Alcalá la Real                   |

### Relieve

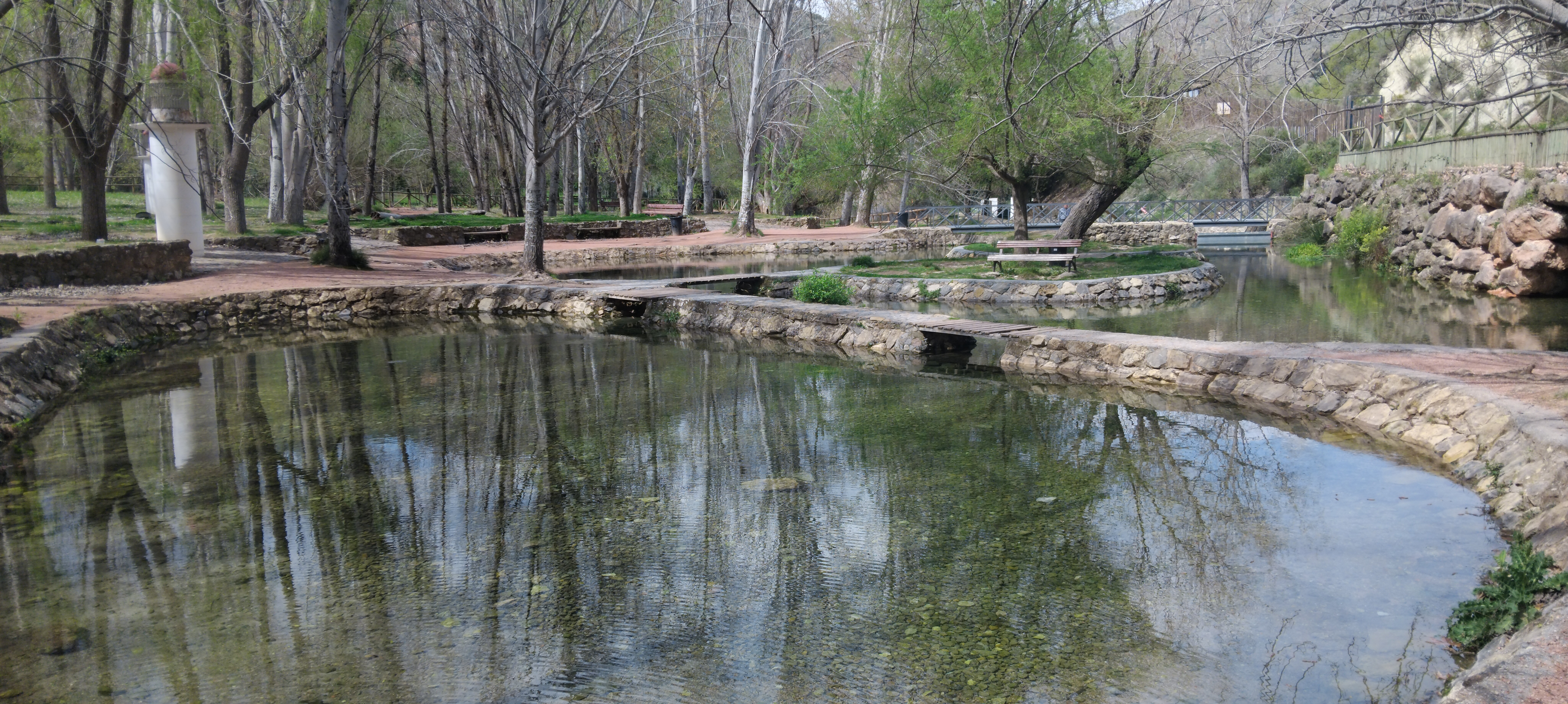
Nacimiento del río San Juan, en el municipio de Castillo de Locubín

El relieve del municipio es predominantemente montañoso, encontrándose en el corazón de la cordillera Subbética, entre la sierra de Ahillo al norte (1069 m), la sierra de San Pedro al suroeste (1054 m), el cerro del Agua al sur (1192 m) y la sierra de Alta Coloma al sureste. La altitud oscila entre los 1537 m al este, en el límite con Valdepeñas de Jaén y Alcalá la Real, y los 580 m a orillas del río de San Juan, en el fondo de un valle entre las montañas. El pueblo se alza a 686 m sobre el nivel del mar, en el mismo valle del río de San Juan, que recoge las aguas de numerosos arroyos en su camino hacia el río Guadajoz.

## Demografía
Cuenta con una población de 3840 habitantes (INE 2024).
| Gráfica de evolución demográfica de Castillo de Locubín entre 1842 y 2021                                             |
| |
| Población de derecho según los censos de población del INE. Población de hecho según los censos de población del INE. |

## Administración y política

### Elecciones municipales
| Elecciones municipales desde 1979                      |      |      |      |      |      |      |      |      |      |      |      |      |
|                                                        | 1979 | 1983 | 1987 | 1991 | 1995 | 1999 | 2003 | 2007 | 2011 | 2015 | 2019 | 2023 |
| PSOE                                                   | 5    | 8    | 9    | 9    | 6    | 5    | 6    | 6    | 5    | 6    | 8    | 6    |
| AP/PP                                                  | -    | 5    | 4    | 4    | 6    | 7    | 5    | 7    | 6    | 5    | 3    | 5    |
| VOX                                                    | -    | -    | -    | -    | -    | -    | -    | -    | -    | -    | -    | 0    |
| PCE/IU                                                 | 0    | -    | 0    | -    | 1    | 1    | -    | -    | -    | -    | -    | -    |
| UCD                                                    | 8    | -    | -    | -    | -    | -    | -    | -    | -    | -    | -    | -    |
| PICAS                                                  | -    | -    | -    | -    | -    | -    | -    | 0    | -    | -    | -    | -    |
| PA                                                     | -    | -    | -    | -    | -    | -    | -    | 0    | -    | -    | -    | -    |
| En negrilla el partido más votado                      |      |      |      |      |      |      |      |      |      |      |      |      |
| Fuente: Datos de las elecciones municipales desde 1979 |      |      |      |      |      |      |      |      |      |      |      |      |

### Alcaldía
| Periodo   | Nombre                       | Partido |
| --------- | ---------------------------- | ------- |
| 1979-1983 | Miguel Segovia Romero        | UCD     |
| 1983-1987 | Miguel Aguayo Pareja         | PSOE    |
| 1987-1991 | Miguel Aguayo Pareja         | PSOE    |
| 1991-1995 | Miguel Aguayo Pareja         | PSOE    |
| 1995-1999 | Juan Peinado Castillo        | PSOE    |
| 1999-2003 | José Justo Álvarez Tinaut    | PP      |
| 2003-2007 | Antonio Cano Quintero        | PSOE    |
| 2007-2011 | José Justo Álvarez Tinaut    | PP      |
| 2011-2015 | José Justo Álvarez Tinaut    | PP      |
| 2015-2019 | Cristóbal Rodríguez Gallardo | PSOE    |
| 2019-2023 | Cristóbal Rodríguez Gallardo | PSOE    |
| 2023-act. | Cristóbal Rodríguez Gallardo | PSOE    |

## Economía

### Evolución de la deuda viva municipal
El concepto de deuda viva contempla sólo las deudas con cajas y bancos relativas a créditos financieros, valores de renta fija y préstamos o créditos transferidos a terceros, excluyéndose, por tanto, la deuda comercial.
| Gráfica de evolución de la deuda viva del Ayuntamiento de Castillo de Locubín entre 2008 y 2023                |
| |
| Deuda viva del Ayuntamiento de Castillo de Locubín, en miles de euros, según datos del Ministerio de Hacienda. |